# بوبا العربية
بوبا العربية للتأمين التعاوني هي شركة مساهمة عامة سعودية برأس مال مدفوع قدره 800 مليون ريال سعودي، وهي شركة تعمل في مجال التأمين الصحي السعودي، الأمر الذي مكنها من تقديم خدمات تأمين طبي متميزة ومتوافقة مع متطلبات مجلس الضمان الصحي التعاوني للتأمين الطبي واشتراطات مؤسسة النقد العربي السعودي (ساما).
وترتبط بوبا العربية بمجموعة بوبا العالمية للرعاية الصحية التي تتمتع بخبرة تزيد عن 60 عاماً في مجال الرعاية الصحية، تقدم مجموعة بوبا العالمية برامج صحية متكاملة لما يزيد عن 10 ملايين مشترك في 190 دولة حول العالم. وتقدم بوبا لعملائها في مختلف أنحاء العالم خدمات تأمين طبي للأفراد والشركات، وتدير مستشفيات ودور رعاية صحية لكبار السن، وتقدم خدمات صحية في مواقع العمل وأنشطة تقييم صحي وخدمات لإدارة الأمراض المزمنة، ويشمل ذلك التدريب الصحي والرعاية الصحية المنزلية.

## تاريخ بوبا
تأسست بوبا العربية في عام 1997م من شراكة بين مجموعة بوبا العالمية ومجموعة ناظر، لتصبح إحدى أكبر شركات التأمين في المملكة العربية السعودية، حيث يصل عدد عملائها حالياً إلى أكثر من 3.2 مليون عميل من الأفراد وكبار الشركات الذين تعمل بوبا العربية على تلبية احتياجاتهم لخدمات التأمين.

## البرامج التأمينية

### بوبا الشركات
تم تصميم برنامج بوبا الشركات وفقاً لمعايير وقوانين مجلس الضمان الصحي التعاوني ومصمم لإتاحة مجال كبير من الخيارات لتوفير أفضل مستويات التغطية. يبدأ الحد الأقصى للتغطية من مبلغ 500,000 ريال سعودي مع وجود عدد كبير من المستشفيات والمستوصفات التي يمكن العلاج فيها. يتضمن التأمين العيادات الداخلية والخارجية مع الإسعاف المحلي للحالات الطارئة. بوبا الشركات تتضمن أربع فئات: الذهبية، الفضية، البرونزية، الزرقاء.

### بوبا بزنس
برنامج بوبا بزنس من أهم البرامج المقدمة من بوبا العربية للشركات والمؤسسات الصغيرة والمتوسطة العاملة في السوق السعودي. التأمينات المتوفرة تندرج ما بين مبلغ 600,000 إلى 250,000 ريال سعودي مع وجود عدد كبير من المستشفيات والمستوصفات التي يمكن العلاج فيها، متضمنة التأمين للعيادات الداخلية والخارجية مع الإسعاف المحلي للحالات الطارئة. برنامج بوبا بزنس يتضمن ثمان فئات الألماسية، الذهبية، الفضية، البرونزية، الزرقاء، الخضراء، الأساسية والبيضاء بمميزات متغيرة وشاملة لتتناسب مع احتياجات عملائها مهما إختلفت احتياجاتهم.

### بوبا العائلة
بوبا العائلة يقدم التأمين لك ولعائلتك بمزاياه الفريدة. تختلف هذه المزايا باختلاف مستوى التغطية، والحد الأعلى للتغطية وشبكة مزودي الخدمة. الحد الأقصى لمستويات التغطية المتاحة ما بين 250,000 و 75,000 ريال سعودي مع توفير عدد كبير من مزودي الخدمة. يتم تغطية العيادات الداخلية والخارجية، ومنها الإسعاف المحلي لحالات الطوارئ. بوبا العائلة يوفر أربع فئات: الذهبية، الفضية، البرونزية، الزرقاء.

### بوبا بزنس للافراد المقيمين
تقدم شركة بوبا برنامج لتلبية احتياجات تأمين الأفراد من الخارج والذين يعملون في المملكة العربية السعودية. الحد الأقصى للتغطية هو 250,000 ريال سعودي. بوبا بزنس للافراد المقيمين يتضمن فئة واحدة فقط: الخضراء.

### بوبا للعمالة المنزلية
تقدم شركة بوبا برنامج العمالة المنزلية لتلبية احتياجات تأمين القائمين على المنزل مثل الخادمات، السائقين، الطهاة، عمال الحدائق. الحد الأقصى للتغطية هو 500,000 ريال سعودي للفئتين البيضاء والبرونزية. الفئة البيضاء يبدأ قسطها السنوي من 850 ريال سعودي أما الفئة البرونزية فيبلغ 1700 ريال سعودي. برنامج بوبا العمالة المنزلية يتضمن فئتين البرونزية والبيضاء

## روابط خارجية
- الموقع الرسمي لبوبا العربية
- الموقع الرسمي لبوبا العالمية